# Kristi lekamen
Kristi lekamen är ett sätt på vilket nattvardens bröd, oblaten, omtalas i samband med utdelandet. Uttrycket har i nutida liturgi ersatts av Kristi kropp. 
Jesus säger själv i instiftelseorden om brödet: "Detta är min kropp" (i äldre språkbruk lekamen). Enligt realpresensläran, som Svenska kyrkan omfattar, är brödet efter instiftelseordens läsande i gudstjänsten, vilket inramas av nattvardsbönen, Kristi lekamen utan att därför upphöra att vara bröd. 
- Wiktionary har ett uppslag om lekamen.